# Quảng Bình quê ta ơi
"Quảng Bình quê ta ơi" là bài hát của nhạc sĩ Hoàng Vân, được ông sáng tác vào năm 1964. VnExpress cho rằng bài hát này từ lâu đã được xem là "tỉnh ca" của người dân Quảng Bình. Câu đầu của bài đã trở thành nhạc hiệu của Đài phát thanh tiếng nói Quảng Bình và vang lên mỗi sáng. Ngày nay, bài hát này chính là nhạc hiệu của Đài Phát thanh - Truyền hình Quảng Bình (QBTV). Đây cũng là một trong những bài đầu tiên của thể loại "tỉnh ca", bài hát về một địa phương, trong nền âm nhạc cách mạng Việt Nam.
"Quảng Bình quê ta ơi" được sáng tác vào thời gian Không quân Hoa Kỳ bắt đầu oanh tạc Việt Nam Dân chủ Cộng hòa trên quy mô lớn. Hoàng Vân đã tận mắt chứng kiến không khí chiến đấu và xây dựng tại tỉnh Quảng Bình sau 10 năm hòa bình, nhưng rồi ngay sau đó cảnh bom rơi đạn lạc tiếp nối sự kiện Vịnh Bắc Bộ nên ông vô cùng cảm xúc và viết nên bài hát này.
Ca khúc "Quảng Bình quê ta ơi" được ca sĩ Kim Oanh cùng tốp ca thể hiện trên làn sóng Đài Tiếng nói Việt Nam vào năm 1966 (liên kết link nghe nhạc). VnExpress kể rằng có những người sau khi nghe bài hát đã cắt tay lấy máu viết đơn xin nhập ngũ. Ngoài Kim Oanh, Thu Hiền cũng trình bày bài hát này và được nhiều người Việt Nam yêu thích. Tất cả các ca sĩ ở Việt Nam từ ngày ca khúc ra đời đến nay đều thử sức hát bài này, kể cả những tìm tòi phối khí mới không phải lúc nào cũng được quần chúng chào đón.

## Trong văn hóa đại chúng
Ca khúc này từng được chế lời thành "Việt Nam ta chống dịch Corona" nằm trong dự án cộng đồng nhằm tuyên truyền chiến dịch phòng chống Corona vào ngày 1 tháng 4 năm 2020 và đã có tới hơn sáu triệu lượt xem trong hai tuần. Bản chế được viết lại lời bởi ca sĩ Trần Trang Dung, cô cho biết rằng trong thời gian cả nước cùng chung tay, chung sức đồng lòng chống dịch bệnh, đã có rất nhiều ca khúc được viết lại lời để cổ vũ người dân vượt qua dịch bệnh. Trong đầu Trang Dung chợt lóe lên suy nghĩ, trong những năm tháng chiến tranh khó khăn những bài hát cách mạng đã luôn song hành cùng đất nước, thì tại sao thời điểm này nó lại không được cất lên và cô đã nghĩ đến bài hát Quảng Bình quê ta ơi. Trang Dung đã hoàn thành lời mới chỉ trong vòng hai tiếng đồng hồ, cô cho biết “Quảng Bình quê ta ơi” là bài hát cô rất yêu thích, đã ngấm vào tâm hồn từ lâu và vì thế nên ca từ cứ tuôn ra theo mạch cảm xúc.